# Carinineilo
Carinineilo is een geslacht van tweekleppigen uit de  familie van de Malletiidae.

## Soorten
- Carinineilo angulata (G.B. Sowerby III, 1888)
- Carinineilo carinifera (Habe, 1951)